# Sterrhochaeta olivacea
Sterrhochaeta olivacea är en fjärilsart som beskrevs av Rothschild 1915. Sterrhochaeta olivacea ingår i släktet Sterrhochaeta och familjen mätare. Inga underarter finns listade i Catalogue of Life.